# Межбанковские расчёты
Межбанковские расчеты — расчёты, которые осуществляются между банками на основе корреспондентских отношений, то есть договорные отношения между банками об осуществлении платежей и расчетов одним из них по поручению и за счет другого.
Корреспондентские отношения между коммерческими банками устанавливаются добровольно, между коммерческими и Центральным Банком — обязательно.
Существуют два варианта организации межбанковских расчётов с помощью корреспондентских счетов:
- централизованный — расчеты между банками проводятся через их корреспондентские счета (этот счет выполняет те же функции, что и расчетный счет предприятия), открываемые в ЦБ;
- децентрализованный — основан на корреспондентских отношениях банков друг с другом.